# Michael Miltenberger
J. Michael Miltenberger (né le 17 mars 1951 à Ottawa en Ontario (Canada)) est un charpentier et un homme politique ténois (canadien anglais). Il est député de la circonscription de Thebacha à l'Assemblée législative des Territoires du Nord-Ouest de 1995 à 2015.